# ده‌ده قورقود (ساعتلی)
ده‌ده قورقود (به لاتین: Dədə Qorqud، تا ۱۹۹۹ میلادی بایراموفکا Bayramovka) یک منطقه مسکونی در جمهوری آذربایجان است که در شهرستان ساعتلی واقع شده است. ده‌ده قورقود ۲۱۳۷ نفر جمعیت دارد.